# Kerry Weaver
Kerry Weaver es un personaje de ficción del drama médico ER, interpretado por Laura Innes de 1995 a 2007, con apariciones especiales en 2008 y 2009. Weaver era médico de medicina de urgencias, y aparece por primera vez en la segunda temporada como la nueva jefa de residentes de la sala de urgencias del ficticio Hospital Cook County General de Chicago, imponiéndose con su carácter fuerte y crítico, que se mantuvo durante toda su permanencia en la serie; a la vez que fue escalando dentro de la administración del hospital como jefa de la sala de urgencias y jefa de personal.
Desde la tercera temporada, se mantuvo como parte del elenco principal de la serie; y mientras poco se reveló durante las primeras temporadas sobre su vida personal, finalmente reveló ser lesbiana durante la séptima temporada, lo que provocó un nudo dramático importante dentro del personaje.
Conocida dentro de la serie por su cojera, que la hizo llevar una muleta durante gran parte de su estancia; fue el segundo personaje en aparecer en más episodios (250 en total), después del personaje de Noah Wyle (Dr. John Carter). Fue incluida en AfterEllen.com como una de los 50 mejores personajes lesbianas y bisexuales.

## Biografía

### Vida previa
Poco fue revelado sobre Weaver durante sus cinco primeros años en la serie: su orientación sexual, creencias políticas e incluso la naturaleza exacta de su discapacidad fueron celosamente guardados por su personaje, que buscaba por sobre todo éxito profesional, a costa de no sufrir discriminación.
Adoptada al nacer, tuvo la permanente creencia que sus padres la habían abandonado debido a su cojera (Displasia congénita de cadera), problema que recién encontraría respuesta durante la decimoprimera temporada, cuando conoce a su madre biológica Helen Kingsley. Esta, adolescente cuando quedó embarazada, decide darla en adopción para asegurarle un mejor futuro.
Antes de comenzar a trabajar en el hospital, habría permanecido en África y habría estado casada con un residente de cirugía.

### Segunda a sexta temporadas
Al inicio de la segunda temporada, en 1995, es contratada por el Dr. Mark Greene como nueva jefa de residentes, para gran decepción del resto del personal de la sala de urgencias. Al principio, entra en conflicto con el Dr. Doug Ross, pediatra, y la Dra. Susan Lewis, residente, sobre la mayor parte de los procedimientos a la hora de atender a los pacientes. Además, su preocupación por los detalles administrativos hace que el personal se resienta con ella, generando burlas e incluso una celebración a su ausencia durante uno de sus días libres.
Durante la tercera temporada, se convierte en médico tratante, y a pesar de su constante dedicación a labores burocráticas, utiliza estas mismas para defender a la asociado médico Jeanie Boulet de discriminación laboral, debido a que esta contrajo el VIH de su adultero marido. Durante el resto de la serie, ambas permanecieron como amigas, exceptuando un paréntesis durante la cuarta temporada, cuando Boulet es despedida por Weaver debido a recortes presupuestarios, lo que hace pensar a Boulet que sería por su enfermedad. Poco después, la vuelve a recontratar. En general, demuestra una gran capacidad de compasión y compromiso moral por los derechos civiles, como por ejemplo cuando ayuda al Dr. John Carter a que un adolescente homosexual escape de sus padres para que estos no lo internen en un campamento de reorientación sexual.
En 1997, el jefe de la sala de urgencias, Dr. David Morgenstern (William H. Macy), sufre un infarto, y es reemplazado por Weaver de forma interina. Por entonces conoce al Dr. Ellis West (Clancy Brown), médico del Synergix Group, que fue contratado para mejorar la gestión administrativa de la sala de urgencias; y se inicia una relación. Sin embargo, terminan luego de percibir que su relación se debía a que este buscaba obtener su aprobación para el contrato de licitación.
Durante la quinta temporada, Carter vive en su casa, la que se caracteriza por su buen estilo, y se conoce el gran gusto por la música de Weaver. Esa misma temporada, ella contrata un detective privado para localizar a su madre biológica, un esfuerzo que finalmente falla. En 1998, su ambición de escalar dentro de la administración del hospital sufre un revés debido a que, luego de la renuncia de Morgenstern, se comienza a buscar un nuevo jefe para la sala de urgencias, y ella no es considerada en el puesto. Recién, a comienzos de la sexta temporada, se corre el rumor que el Dr. Robert Romano será promovido a jefe de personal. A pesar de que, inicialmente, junto a Greene se resisten a aceptar su promoción; finalmente Weaver la acepta, por lo que Romano la nombra jefa de la sala de urgencias. Dentro de sus primeras medidas fue contratar como nuevo médico tratante a su antiguo mentor, Dr. Gabriel Lawrence (Alan Alda), que finalmente debe despedir debido al principio de Alzheimer que comienza a sufrir este. 
A lo largo de la década de 1990, la serie solo dio indicios muy vagos del supuesto lesbianismo de Weaver. Sin embargo, hasta la séptima temporada, ella solo se destacó por su ambición profesional.

### Séptima a novena temporada
A mediados de temporada, Weaver se enamoró de la psiquiatra Dra. Kim Legaspi (Elizabeth Mitchell), pero la relación se vio frustrada por la homofobia internalizada que tenía y las dificultades de Weaver para salir del armario. A pesar de que Weaver logra aceptar su homosexualidad luego que Romano despide a Legaspi bajo la acusación de acoso sexual a un paciente, termina su relación con esta debido a que mantiene su puesto como jefa y no le da un total apoyo emocional, sobre todo debido a su miedo a ser discriminada dentro de su trabajo. Durante esta temporada, además, tiene choques con Greene y su esposa, la Dra. Elizabeth Corday, a razón que Greene es operado de un tumor cerebral y Weaver cuestiona su competencia profesional. Como resultado no es invitado a la boda de la pareja.
Durante la octava temporada, conocida su homosexualidad por varios compañeros de trabajo, conoce a la bombero Sandy López (Lisa Vidal), a quien conoce en una tormenta de lluvia al intentar rescatar a una mujer embarazada herida en el choque de una ambulancia. López se niega a salir con una mujer que aun permanece en el armario, por lo que Weaver la besa apasionadamente frente a sus compañeros de trabajo. Lo que siguió fue una historia innovadora dentro de los argumentos de las series de televisión, debido a que la relación entre López y Weaver fue desarrollada de la misma forma que una pareja heterosexual. En el episodio The Letter, Weaver hace su primera aparición social junto a López. Ese mismo episodio, cuando se notifica al personal de la muerte de Greene, se ve profundamente afectada, sobre todo debido a la continua competencia entre ambos, y aceptar que había perdido un amigo.
En el episodio The Longer You Stay, Weaver no responde a las repetidas llamadas de los Dres. Chen y Malucci, luego que un paciente a su cargo tuviera complicaciones. Luego que el paciente muriera, culpabiliza a ambos, e intenta cubrir su irresponsabilidad despidiendo a Malucci y provocando la renuncia de Chen.
Durante la novena temporada, Weaver y López intentan concebir un hijo; sin embargo, Weaver sufre un aborto espontáneo, por lo que le pide a López embarazarse, a lo que se niega, debido a que podría afectar su carrera como bombero. Al contrario de esta escena, no se les dio mayor escena a la pareja durante la temporada. En 2003, debido al accidente que sufre Romano, el Dr. Donald Anspaugh pide a Weaver aligerar el trabajo de este. Sin embargo, luego que Romano se molesta por ello, Weaver es ascendida a jefa de personal y Romano nombrado jefe de la sala de urgencias. También, debido a una alergia a la penicilina, mata por accidente al amante de un miembro del consejo municipal de la ciudad, que le había pedido ello debido a su contagio de sífilis.

### Décima a decimotercera temporadas
Luego que Weaver se instala como jefa de personal, se encuentra con varios desafíos, entre ellos el lidiar con Romano como jefe de urgencias, al que amenaza con despedir. Luego que este último muere en un accidente con un helicóptero, Weaver dedica un centro de cuidado de salud de homosexuales, como retribución post mortem por su actitud homofóbica. En su vida personal, López finalmente tiene un bebé, al que llaman Henry y forman una familia. Sin embargo, más adelante en la temporada, López muere durante un incendio, y los padres de esta toman la custodia del bebé, por lo que Weaver se enfrenta a ellos. Finalmente, Weaver gana la custodia primaria, mientras los López cuidan del hijo mientras ella esté en el trabajo.
En el episodio Just As I Am, Weaver conoce a su madre biológica, que resulta ser una cristiana conservadora, originaria de Myrtle Beach, Carolina del Sur. Helen Kingsley (Frances Fisher) explica la verdad a su hija, reconociendo las limitantes de ser una adolescente y criar a una hija, por lo que decide darla en adopción para asegurarle un buen futuro. Aunque no aceptó la homosexualidad de Weaver, aceptó que la quería, y reveló que jamás supo de la cojera congénita de Weaver, por lo que disipó sus dudas sobre si ello fue el motivo para darla en adopción. Durante la decimoprimera temporada debe despedir a la Dra. Corday, debido a que ella realiza un trasplante ilegal, y nombra en su reemplazo, como jefe de cirugía, al Dr. Lucien Dubenko. 
Mientras su apariciones en pantalla disminuyeron considerablemente, durante la decimosegunda temporada, en el episodio Out of a Limb, decide someterse a cirugía para arreglar su displasia de cadera. Mientras ello ocurre, decide encargar como tutor legal de Henry a la Dra. Abby Lockhart, en caso de que le ocurriera algo. Sin embargo, la cirugía es un total éxito. El argumento para ello fue que Laura Innes estaba empezando a desarrollar problemas de cadera, luego de estar trabajando diez años en la serie con su muleta. Innes afirma que esto permitió al personaje abandonar parte de su tosquedad y avanzar en su vida.
Weaver había nombrado anteriormente a la Dra. Lewis como jefa de urgencias, y luego al Dr. Luka Kovač. Sin embargo, también había nombrado como nuevo médico tratante al Dr. Víctor Clemente (John Leguizamo), que comienza a arriesgar la vida de los pacientes, por lo que toma la responsabilidad de su contrato y es removida su cargo; volviendo como simple médico tratante a la sala de urgencias. Mientras está en ello, a Kovač debe despedir a Weaver por los recortes presupuestarios y aunque intenta luchar por mantenerse en el hospital, finalmente ella decide renunciar. Semanas antes de su renuncia, conoce a una productora de televisión llamada Courtney (Michelle Hurd) y, luego de entablar una estrecha relación, decide irse a Miami junto a ella. A pesar de que Kovač se arrepiente de su decisión, Weaver le pide que cuide la sala de urgencias por ella y que no se involucre tanto en los problemas administrativos sino que en el cuidado de los pacientes.
Tras su salida del programa, NBC recibió una cierta presión de GLAAD para introducir más personajes LGBT.

### Vida posterior
Durante la temporada final, Weaver apareció en dos episodios. Primero, en un flashback en el episodio Heal Thyself, donde le pide al Dr. Greene que vaya a sus sesiones de quimioterapia, a lo que él se niega. Su última aparición es en el episodio final And in the End..., donde asiste a la inauguración del Joshua Carter Center.
La etiqueta con su nombre aparece en los episodios The Book of Abby y Shifting Equilibrium.